# Thomas G. Waites
Thomas G. Waites (Filadélfia, 8 de janeiro de 1955) é um ator e instrutor de atuação norte-americano. Desde a década de 1970, apareceu em mais de 30 produções cinematográficas e televisivas, além de ter créditos teatrais. Waites é membro do Actors Studio desde 1984 e também fundou seu próprio estúdio de atuação em Nova Iorque.

## Primeiros anos e educação
Waites nasceu na Filadélfia, Pensilvânia. Concluiu o ensino secundário na instituição católica Bishop Egan High School em Fairless Hills. Recebeu uma bolsa integral para cursar atuação na Juilliard School em Nova Iorque, onde estudou na Divisão de Drama, na qual fez parte do Grupo 7 (1974–1977). Ele obteve um diploma de Bacharel de artes em Roteiro pela The New School e um Mestrado de Belas Artes em Dramaturgia pela Universidade de Iowa.

## Filmografia

### Cinema
| Ano  | Título                              | Papel                 | Notas                         |
| ---- | ----------------------------------- | --------------------- | ----------------------------- |
| 1978 | On the Yard                         | Chilly                | Creditado como Thomas Waites  |
| 1979 | The Warriors                        | Fox                   | Não-creditado                 |
| 1979 | ...And Justice for All              | Jeff McCullaugh       | Creditado como Thomas Waites  |
| 1982 | The Thing                           | Windows               | Creditado como Thomas Waites  |
| 1986 | The Clan of the Cave Bear           | Broud                 |                               |
| 1987 | Light of Day                        | Smittie               |                               |
| 1987 | Gangland                            | Al Capone             |                               |
| 1988 | Shakedown                           | Oficial Kelly         |                               |
| 1990 | State of Grace                      | Frankie's man         |                               |
| 1991 | McBain                              | Gill                  | Creditado como T. G. Waites   |
| 1993 | Midnight Confession                 | Lobisomem             | Curta-metragem                |
| 1995 | Money Train                         | Capitão da barricada  |                               |
| 1996 | Timelock                            | Warden Andrews        |                               |
| 1997 | Most Wanted                         | Sargento              |                               |
| 1997 | An American Affair                  | Mulroney              |                               |
| 1999 | American Virgin                     | Grip                  |                               |
| 1999 | Rites of Passage                    | John Willio           |                               |
| 2001 | Nailed                              | Cara do tapete        |                               |
| 2008 | The Look                            | Irv Moulton           | Curta-metragem                |
| 2010 | An Affirmative Act                  | Samuel 'Dixie' Backus |                               |
| 2011 | The Grand Theft                     | Randy Lemar           |                               |
| 2011 | The Great Fight                     | Chief Bocchino        |                               |
| 2011 | The Life Zone                       | Roger Fields          |                               |
| 2012 | Broadway's Finest                   | Caesar                |                               |
| 2012 | Pandora's Box                       | Tom O'Reilley         | Curta-metragem, ator, diretor |
| 2015 | Thompson Street                     | Bobby                 | Curta-metragem                |
| 2015 | The Warriors: Last Subway Ride Home | Fox                   | Curta-metragem                |

### Televisão
| Ano       | Título                       | Papel                   | Notas                            |
| --------- | ---------------------------- | ----------------------- | -------------------------------- |
| 1976      | The Other Side of Victory    | Joel                    | Telefilme                        |
| 1983      | O'Malley                     | Paul                    | Telefilme                        |
| 1983      | The Face of Rage             | Howard                  | Telefilme                        |
| 1985      | Miami Vice                   | Thompson, agente da DEA | Episódio: Bushido                |
| 1987      | All My Children              | Otis Price              | Episódios desconhecidos          |
| 1990      | Kojak: Flowers for Matty     | Tink                    | Telefilme                        |
| 1997      | A Thousand Men and a Baby    | Sargento de suprimentos | Telefilme                        |
| 1997      | Sliders                      | Randy                   | Episódio: "Slither"              |
| 1998      | NYPD Blue                    | William Weaver, Sr.     | Episódio: "Weaver of Hate"       |
| 1998      | Mike Hammer, Private Eye     | George Speaker          | Episódio: "Big Brother's Secret" |
| 1998      | Buffy the Vampire Slayer     | Segundo policial        | Episódio: "Becoming"             |
| 2001–2003 | Oz                           | Henry Stanton           | 7 episódios                      |
| 2001      | Law & Order: Criminal Intent | Mo Turman               | Episódio:: "Jones"               |
| 2003      | Law & Order: Criminal Intent | Lance Brody             | Episódio:: "A Murderer Among Us" |
| 2005      | The Exonerated               | Delegado                | Telefilme                        |
| 2006      | One Life to Live             | Decker Denton           | Episódios desconhecidos          |
| 2018      | Homeland                     | Clayton                 | Episódio:: "Useful Idiot"        |
| 2019      | The Punisher                 | Arthur Walsh            | Episódio:: "Scar Tissue"         |

### Jogos eletrônicos
| Ano  | Titulo              | Papel |
| ---- | ------------------- | ----- |
| 2005 | The Warriors        | Fox   |
| 2008 | Grand Theft Auto IV | Padre |